# Шмаков, Михаил Лифантьевич
Михаил Лифантьевич Шмаков (29 декабря 1926, с. Мамоново Маслянинского района Новосибирской области — 7 февраля 2010, Москва) — советский военачальник, учёный в области физических измерений, лауреат Государственной премии СССР.

## Биография
В 1943—1987 гг. служил в Вооруженных Силах СССР. Окончил Военно-инженерную академию им. В. В. Куйбышева (1957).
с 1957 года служил на Семипалатинском полигоне (в/ч 52605), с 1964 начальник отдела, затем начальник научного управления и заместитель начальника полигона по научно-испытательной работе.
В 1979—1985 зам. начальника управления в/ч 31600 (12-е Главное управление Министерства обороны России). В 1985—1987 — командир в/ч 46179 (Служба специального контроля Министерства обороны СССР), генерал-майор.
В 1987 году уволен с военной службы по возрасту.
В 1988—2005 старший научный сотрудник, начальник научно-исследовательской лаборатории НИИИТ (ВНИИА).

## Награды и звания
- Кандидат технических наук;
- Государственная премия СССР (1977) — за обеспечение испытаний ядерных зарядов;
- Заслуженный деятель науки Казахской ССР (1972);
- Орден Октябрьской Революции (1974);
- Два ордена Трудового Красного Знамени (1979, 1984);
- Орден Красной Звезды (1967);
- 14 медалей.